# Thorpe Abbotts
Thorpe Abbotts – wieś w Anglii, w hrabstwie Norfolk, w dystrykcie South Norfolk. Leży 29 km na południe od Norwich i 134 km na północny wschód od Londynu. W 2001 miejscowość liczyła 605 mieszkańców.